# Namyślin
Namyślin (niem. Neumühl) – wieś w Polsce położona w województwie zachodniopomorskim, w powiecie myśliborskim, w gminie Boleszkowice, nad rzeką Myślą.
W latach 1954–1971 wieś należała i była siedzibą władz gromady Namyślin, po jej zniesieniu w gromadzie Boleszkowice. W latach 1975–1998 miejscowość administracyjnie należała do województwa gorzowskiego.
We wsi jest stacja kolejowa Namyślin.

## Nazwa
Niemiecka nazwa Neumühl oznacza „Nowy Młyn” i pojawia się w dokumentach po raz pierwszy w 1565. Niektórzy historycy identyfikują z Namyślinem średniowieczną osadę Nyvik, wymienioną w dokumencie z 31.12.1262, w którym Jan i Otton, margrabiowie brandenburscy z dynastii askańskiej, zawierają ugodę z Widekindem (Widekinusem), mistrzem templariuszy w Niemczech i krajach słowiańskich, na mocy której templariusze w zamian za zrzeczenie się praw do miejscowości leżących przy drodze do Gorzowa (oppidum – prawdopodobnie przedlokacyjna osada targowa pod Kostrzynem, Kłośnica, Warniki, Dąbroszyn, Pudignowe i Witnica) oraz dóbr komandorii w Myśliborzu, otrzymują potwierdzenie posiadania komandorii chwarszczańskiej wraz z dziesięcioma wsiami (Bogusław, Carkzowe?, Cychry, Dargomyśl, Dębno, Gudzisz, Krześnica, Nyvik?, Oborzany, Sarbinowo) oraz dodatkowo wieś Kaleńsko w ziemi kostrzyńskiej, będącą wcześniej w posiadaniu rycerskim. Osada Nyvik musiała być opuszczona dość wcześnie, gdyż nie występuje w księdze ziemskiej margrabiego brandenburskiego Ludwika Starszego z 1337, ani w źródłach z XV w. Nazwa Namyślina nie pojawia się również w kontrakcie z 15.06.1540 przejęcia komandorii Chwarszczany przez margrabiego Jana z Kostrzyna od zakonu joannitów, którzy zostają zmuszeni do przeniesienia konwentu do Świdwina. Stąd niektórzy historycy są skłonni przypisywać założenie Namyślina dopiero żonie margrabiego Jana, Katarzynie Brunszwickiej. Niemniej pewne jest, że nazwa Neumühl (Nowy Młyn) wiąże się z istnieniem młyna wodnego na rzece Myśli.
Po 1945 nazwa wsi zmieniała się kilkakrotnie. Początkowo osada przyjęła nazwę od stacji kolejowej, która w lipcu-sierpniu 1945 przyjęła nazwę Garnicz. W sierpniu tego roku ustalono oficjalną nazwę wsi jako Tupadły. Okazało się jednak, że w materiałach wybitnego onomasty Stanisława Kozierowskiego istnieje inna osada o nazwie Neumühl, którą pomylono z tą w okolicach Kostrzyna. Jednocześnie wykształciła się nazwa ukuta przez nowych mieszkańców wsi, brzmiała ona Namyślice. Komisja Ustalania Nazw Miejscowości proponowała nazwać osadę Dargobórz (od rzeki Darre – Sienica, która wpada nieopodal wsi do Myśli) lub Dargolesie. Ostatecznie od 27 października 1946 ustalono oficjalną nazwę Namyślin.

## Historia
- Kultura łużycka (1300-400 p.n.e.) – ślady osadnictwa w rejonie Namyślina i Wysokiej; cmentarzysko, groby popielnicowe[5][6]
- Wczesne średniowiecze (IX-XIII w.) – ślady osadnictwa odkryte w rejonie Namyślina i Boleszkowic. Przez tereny te przebiega szlak handlowy, w miejscach wylesionych powstają grody obronne (np. Boleszkowice).
- Początek XIII w. – teren, na którym w przyszłości powstanie osada wchodzi w skład dóbr należących do templariuszy, a później joannitów z Chwarszczan
- 1540 – teren przyszłej osady przechodzi na własność margrabiego [[Jan Hohenzollern (1513–1571)|Jana z Kostrzyna]]
- 1560 – zbudowano młyn
- 1565 – pierwsza wzmianka o osadzie Neumühl (Newmühl); jest to folwark margrabiego Jana z Kostrzyna, przynależny do Amt Damm (Dębno); w skład folwarku wchodzą: młyn (3 koła), kaszarnia i olejarnia. Nie jest znana dokładna lokalizacja młyna, prawdopodobnie znajdował się w pobliżu dzisiejszego spiętrzenia wody na rzece Myśli.
- 1566 – założono browar, produkujący 1675 beczek piwa rocznie, dostarczający piwo karczmom w Chlewicach, Kaleńsku, Szumiłowie (obecnie dzielnica Kostrzyna nad Odrą) i Namyślinie.
- 1592 – wzniesiono dworek myśliwski dla margrabiego Jana z Kostrzyna
- Prawdopodobnie na początku XVII w. – wzniesiono tu kościół
- 1616 – źródła wymieniają dzwon kościelny
- 1696 – we wsi mieszka 13 zagrodników
- 1718 – wieś należy do domeny w Dębnie i liczy 13 gospodarstw zagrodniczych o wielkości 1 łana, posiada młynarza, pasterza i tartak.
- 1756–1763 – wzniesiono kościół w konstrukcji szachulcowej; na jego miejscu stanie obecny budynek świątyni
- Początek XIX w. – we wsi 21 zagrodników i chałupników, 10 komorników, kołodziej, krawiec, tkacz, szewc, kowal, młynarz. Majątek jest własnością Schoenfe. Liczba mieszkańców: 185.
- 1804 – istnieje w Neumühl samodzielna parafia ewangelicka z kościołami filialnymi w Chlewicach, Porzeczu, a później także w Gudziszu-Reczycach
- 1876 – powstaje linia kolejowa na trasie Chojna – Kostrzyn
- Początek XX w. – wybudowano stację kolejową Neumühl-Kutzdorf
- 1903–1904 – zburzono stary budynek kościoła, na jego miejscu wzniesiono nową świątynię w stylu neogotyckim. W tym czasie gmina wiejska obejmuje nadleśnictwo, dwa leśnictwa – Krępno (niem. Waldhaus) i Namyślin, stację kolejową i tartak.
- 1913–1928 – właścicielem młyna wodnego jest Friedrich Teubner
- Okres międzywojenny – Namyślin liczy ok. 600 mieszkańców, dodatkowo ok. 150 osób mieszka i pracuje w okolicznych folwarkach leśnych. Nie jest to typowa wieś rolnicza z uwagi na zbyt małą ilość ziemi uprawnej, stąd wśród zajęć mieszkańców dominują rzemiosła – m.in. stolarstwo i koszykarstwo. Działa młyn wodny, elektrownia wodna, dwa tartaki, stolarnie, fabryka uszczelek gumowych i perfumeria, nadleśnictwo. Namyślin stanowi również wieś letniskową. Naprzeciw dworca działa restauracja Waldschlösschen, właściciel Laerm, następnie Otto Beyer (Meyer?). Po II wojnie światowej w budynku restauracji stacjonowali żołnierze armii radzieckiej, obecnie budynek mieszkalny. W centrum działa gospoda (w miejscu obecnego przystanku PKS), prowadzona przez wdowę von Grahlow wraz z trzema córkami. Drugą gospodę, zajazd i sklep kolonialny prowadzi Emil Schmidt, który w latach 30 XX w. przekazuje firmę synowi, Martinowi. Obecnie w budynku dawnego zajazdu Schmidtów mieści się świetlica wiejska, sklepy oraz bar.
- Lata 20. XX w. – w Namyślinie powstają zakłady chemiczne – fabryka uszczelek gumowych i perfumeria – oraz elektrownia wodna.
- 1921 – na placu przykościelnym postawiono pomnik ofiar I wojny światowej
- 1922 – działalność rozpoczyna fabryka drewniaków (w pobliżu dworca) dająca 250 par dziennej produkcji
- 05.02.1945 – zajęcie przez wojska 5 Armii 1 Frontu Białoruskiego; zniszczony został budynek stacji kolejowej, zachowane kościół i dom parafialny (następnie siedziba Gromadzkiej Rady Narodowej, obecnie poczta).
- Po 1945 – wysiedlenie ludności niemieckiej; pierwszymi polskimi osiedleńcami są żołnierze Wojsk Ochrony Pogranicza (ok. 30 osób), którzy urządzają strażnicę. Zakłady chemiczne i elektrownia przestają funkcjonować. Większość budynków ulega rozbiórce; wyjątek stanowi budynek dawnej fabryki chemicznej, który zostaje zaadaptowany na potrzeby wojska. Uruchomiono szkołę, w niedługim czasie zaczyna działać ośrodek zdrowia, poczta oraz strażnica Ochotniczej Straży Pożarnej. Wyludniają się okoliczne miejscowości związane z gospodarką leśną: Ponikła, Przewóz Chlewicki, Śliwica, Smolary Namyślińskie (niem. Neumühler Teerofen), Pyza, Krępno (niem. Waldhaus); w stanie postępującej ruiny znajdują się opuszczone zabudowania w Wielopolu.
- Od V.1946 – napływ cywilnych osadników, w większości przesiedleńców z Bukowska koło Sanoka, wsi spalonej przez UPA (sotnia „Chrina”) 04.04.1946. Osadnicy z sanockiego przybywają w trzech falach: w V.1946 (17 rodzin; głowy rodzin: Andrzej Bednarz, Jan Bednarz, Florian Bochnak, Józef Bochnak, Franciszek Chrząszcz, Maria Chrząszcz, Kazimiera Cytlau, Jadwiga Czołacz, Franciszek Kramarz, Królicka, Ignacy Matyszkiewicz, Baltazar Mroczko, Jan Sokół, Antoni Sternik, Zygmunt Zawada, Michał Zytka) i XII.1946 (Stanisław Kiryk, Paweł Radożycki, Adam Sobolewski, Stanisław Stawarczyk) oraz w poł. 1947 (Józef Barański, Tomasz Grzyb, Andrzej Mikołajek, Jan Pleśniarski, Stanisław Pleśniarski, Zygmunt Sadowski, Mieczysław Słysz, Paweł Szuwart, Antoni Zytko; ponadto 2 rodziny z Nadolan), w sumie 28 rodzin z Bukowska i 2 z Nadolan (ok. 180 osób). Znacznie mniejsze grupy osadników przywędrowały z innych rejonów Polski (w 1947 z Piaseczna: Józef Ryfko, Józef Kwiatek, Jan Mazurek, Grzybowscy, Matusiewiczowie), a część także z Syberii (w 1946; Krawiec, Sawka, Sitkiewicz) i spod Białowieży (1945, Maksymilian Karczewski).

- 22.09.1946 – poświęcenie kościoła jako świątyni rzymskokatolickiej
- 1947 – uruchomienie szkoły, pierwszy nauczyciel Stanisława Jakubowska z Jędruszkowic koło Sanoka
- 1948–1953 – Namyślin liczy ok. 300 stałych mieszkańców oraz kilkudziesięciu robotników sezonowych spod Piaseczna, Garwolina i Siedlec, pracujących przy wyrębie lasu, z których nieliczni osiedli we wsi (m.in. Edward Biarda, Stefan Jarzębski, Jan Jasek, Stefan Krawczyk, Stanisław Trojanowski).
- 25.09.1954 – w wyniku reformy administracyjnej, powstaje Gromadzka Rada Narodowa Namyślin (7 gromad)
- 1956 – otwarcie biblioteki gromadzkiej
- Lata 60 XX w. – zlikwidowano zabudowę tartaku na wyspie między odnogami rzeki Myśli, tworząc z niej obszar rekreacyjny a nad rzeką kąpielisko
- 1968 – przebudowano budynek stacji kolejowej
- Lata 80. XX w. – zlikwidowano tartak za dworcem kolejowym
- 1997 – rozpoczęto budowę małej elektrowni wodnej. Wykorzystano niewielkie fragmenty dawnego budynku maszynowni oraz betonową konstrukcję stopnia wodnego.
- 15.05.1998 – oddanie do użytku elektrowni wodnej.

## Ludność
| Rok          | Ludność |
| Pocz. XIX w. | 185     |
| 1933         | 548     |
| 1939         | 536     |
| 1985         | 335     |
| 1990         | 309     |
| 2005         | 298     |

## Gospodarka
- Na terenie sołectwa funkcjonuje 24 gospodarstw rolnych. Struktura użytków rolnych (2004):

| Użytki rolne | Pow. w ha |
| Orne         | 94        |
| Sady         | 0,9       |
| Łąki         | 41        |
| Pastwiska    | 42        |

- Mała elektrownia wodna – na stopniu wodnym na odnodze rzeki Myśli o wysokości 2,5 m. Czynne są dwie turbiny rurowe śmigłowe o mocy docelowej 2 × 60 kW, średni przepływ wody 4,6 m³ na sekundę.
- Usługi leśne
- Usługi instalacji wodno-sanitarnej
- Wytwórnia folii
- Usługi transportowe
- 2 sklepy spożywczo-przemysłowe
- Siedziba obrębu leśnego i Leśnictwa, jednostka Nadleśnictwa Dębno. Pow. obrębu Namyślin 11 278,63 ha. Historia: nadleśnictwo Namyślin utworzono w 1946, w jego skład wchodziły dwa obręby: Namyślin i Drzewice. W 1953 podzielono Nadleśnictwo Namyślin na Nadleśnictwo Drzewice i Nadleśnictwo Namyślin. Taki podział utrzymał się do 1958, w którym ponownie połączono te dwie jednostki tworząc Nadleśnictwo Namyślin istniejące do 1972. Z dniem 01.01.1973 – włączono je do Nadleśnictwo Dębno[8].
- W rejonie wsi Namyślin zostało udokumentowane i było próbnie eksploatowane złoże ropy naftowej; obecnie ze względu na wysokie zasiarczenie kopalin nie jest eksploatowane. Zasoby złoża według Bilansu 2002 wynoszą: gaz ziemny 24,72 mln m³, ropa naftowa 16,96 tys. ton.[potrzebny przypis]
- Kruszywo naturalne: piaski i żwiry

Pierwsza dokumentacja złożowa zatwierdzona w 1993 określała zasoby bilansowe w kat. C2 na ilość 36.547 tys. ton (pow. złoża 261,4 ha). W 1995 wykonano dokumentację złoża „Namyślin” w kat. C1 + C2 określając zasoby dla trzech pól. Pole I rozpoznano w kat. C1, pole II w kat. C2 i pole III wstępnie w kat. D1. Zasoby złoża w kat. C1 wynoszą 19.655 tys. ton, w kat. C2 19.030 tys. ton. Dokumentacja została zatwierdzona przez Woj. Gorzowskiego na wniosek firmy GRAS Sp. z o.o. ze Świdnicy (dec. OS-g-7520/1/96 z dn. 28.02.1996 r). Łączne zasoby złoża obu pól wynoszą 38.685 tys. ton (Bilans 2002). W oparciu o zatwierdzone zasoby w części pola I wydzielono pole „Namyślin E”, na obszar którego firma Namyślin sp. z o.o. z siedzibą w Świdnicy wystąpiła o udzielenie koncesji na wydobywanie kruszywa. Koncesja taka została przez Woj. Zachodniopomorskiego udzielona 31.12.1999 (dec. nr OSR-GGW-7512.1/11/99) na obszar górniczy Namyślin E o powierzchni 49,28 ha i obowiązuje do końca 2015 Złoże Namyślin (pola I, II, III) oraz złoże Namyślin E położone są w obszarze zwartego kompleksu lasów porastających tarasy nad zalewowe doliny Odry. Jest to złoże zawodnione (średnia głębokość lustra wody wynosi 6,54 m p.p.t.). Mimo iż jest to kompleks lasów gospodarczych, wydanie koncesji na eksploatację wydaje się być kontrowersyjne (złoże konfliktowe ze względu na położenie w obszarze leśnym i obszarze alimentacji wód podziemnych). Dla złoża przewidziany jest leśny i wodny kierunek rekultywacji. Złoże nie jest obecnie eksploatowane.

## Organizacje i instytucje
- Urząd Pocztowy
- Ochotnicza Straż Pożarna
- Ośrodek Zdrowia
- Biblioteka Publiczna

## Edukacja
Dzieci i młodzież uczęszczają do szkoły podstawowej i gimnazjum w Boleszkowicach. Szkoła w Namyślinie została zlikwidowana.

## Wyznania
Kościół pw. św. Ludwika, filialny parafii rzymskokatolickiej pw. św. Antoniego z Padwy w Boleszkowicach.

## Atrakcje turystyczne

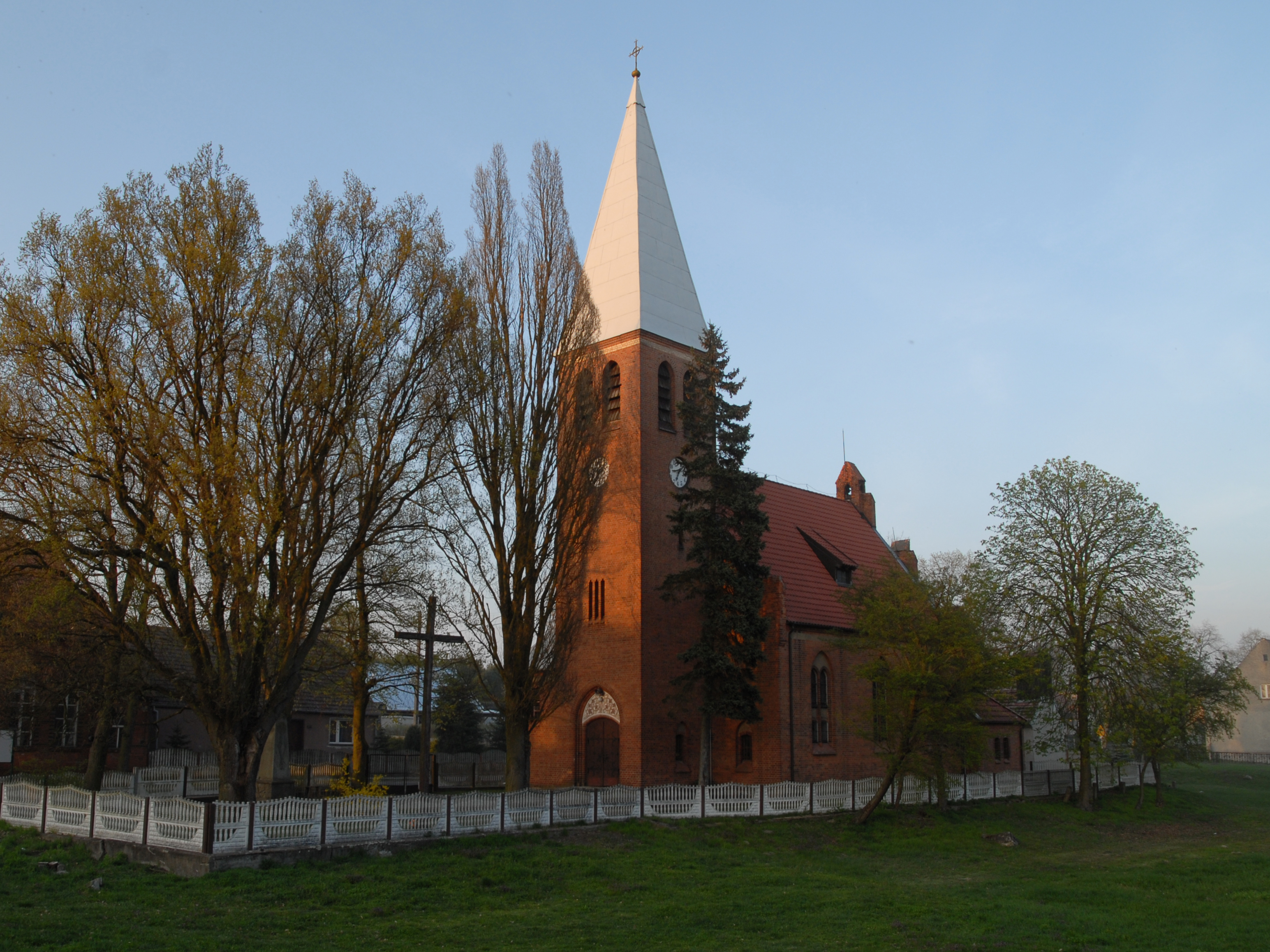
Kościół pw. św. Ludwika w Namyślinie

- Kościół filialny pw. św. Ludwika – zbudowany w latach 1903-1904 w stylu neogotyckim na miejscu wcześniejszej świątyni istniejącej od czasów wojny siedmioletniej. Wcześniejszy kościół zbudowany był w konstrukcji szachulcowej (z muru pruskiego)[9]. Błędne dane mówią o fundacji z lat 1850/54 i przebudowie 1903-1904[10]. Kościół orientowany, założony na rzucie prostokąta, z kwadratową wieżą, przykrytą wysokim stożkowym hełmem, zwieńczonym puszką i krzyżem. W wieży dwa dzwony (z 1882 oraz 1920 – żeliwny), w trzech ścianach wieży tarcze zegarowe, a powyżej we wszystkich czterech ścianach ostrołukowe okna. Od wschodu prostokątne prezbiterium ozdobione blendami i rozetą. Od północy do prezbiterium przylega zakrystia z osobnym wejściem. Wewnątrz drewniane sklepienie kolebkowe, od zachodu drewniana empora. Obraz ołtarzowy przedstawiający św. Ludwika, ofiarowującego koronę cierniową. Konsekracja w obrządku rzymskokatolickim odbyła się 22.09.1946; wówczas nadano świątyni wezwanie św. Ludwika. W 1976 wieża kościoła została pokryta blachą. Kościół filialny parafii pw. św. Antoniego z Padwy w Boleszkowicach.
- Cmentarz przy kościele w centrum wsi, nieczynny
- Cmentarz komunalny we wsch. części wsi, czynny; na terenie lipa szerokolistna Tilia grandifolia (pomnik przyrody), zasadzona w 1826 na grobie nadleśniczego nazwiskiem Lindstädt; obw. pnia 435 cm i wys. 26 m; w części gospodarczej cmentarza pojedyncze groby sprzed II wojny światowej
- Pomnik ofiar I wojny światowej – z 1921, zlokalizowany na działce przykościelnej, wtórnie zwieńczony figurą Matki Boskiej (po 1945)
- 2 lipy przy moście na Myśli, o obwodzie pnia 350 i 300 cm
- Aleje lipowa, dębowa i klonowa
- Obiekty w gminnej ewidencji zabytków: zespół kolejowy (nr 80 – bud. mieszkalny i bud. gospodarczy); budynek administracyjno-mieszkalny (ob. ZOZ); gospoda (ob. sklep i ośr. kultury); budynki mieszkalne nr 10, 20, 54; budynek nr 36 – poczta (dawny dom pastora) i stodoła; budynek nr 41 – sala wiejska (ob. magazyn).
- Stanowiska archeologiczne: 2 starożytność, 4 epoka kamienna, 1 epoka brązu/ Hallstatt, 2 wczesne średniowiecze, 6 średniowiecze.